# Jeanne Rongier (monteuse)
Pour les articles homonymes, voir Rongier.
Pour l'artiste peintre française, voir Jeanne Rongier.
Jeanne « Jeannette » Ginestet, née le 4 décembre 1917 à Marseille (Bouches-du-Rhône) et morte le 19 avril 2009 à Gouvieux (Oise), est une monteuse française, également connue comme Jeanne « Jeannette » Rongier (du nom de son mari).

## Biographie
Jeanne Rongier débute au cinéma sur Angèle de Marcel Pagnol (1934), comme assistante de la monteuse Suzanne de Troye. Elle assiste celle-ci sur cinq autres films français de Marcel Pagnol jusqu'en 1938.
Son premier film comme monteuse est Monsieur Brotonneau d'Alexander Esway (1939). Suivent encore plusieurs films de Marcel Pagnol, dont La Fille du puisatier (1940), Naïs (coréalisé par Raymond Leboursier, 1945) et Les Lettres de mon moulin (leur dernière collaboration, 1954).
Elle travaille souvent également avec le réalisateur Jacques Daroy, notamment sur Inspecteur Sergil (1947), Le Droit de l'enfant (1949) et Monsieur Scrupule gangster (1953).
Son dernier film est Ces messieurs de la gâchette de Raoul André (1970).

## Filmographie partielle
(monteuse, sauf mention contraire)

### Réalisations de Marcel Pagnol
- 1934 : Angèle (assistante monteuse)
- 1935 : Cigalon (assistante monteuse)
- 1936 : César (assistante monteuse)
- 1937 : Regain (assistante monteuse)
- 1938 : Le Schpountz (assistante monteuse)
- 1938 : La Femme du boulanger (assistante monteuse)
- 1940 : La Fille du puisatier
- 1941 : La Prière aux étoiles
- 1945 : Naïs (coréalisé par Raymond Leboursier)
- 1948 : La Belle Meunière (coréalisé par Max de Rieux)
- 1954 : Les Lettres de mon moulin

### Réalisations de Jacques Daroy
- 1947 : Inspecteur Sergil
- 1948 : Une belle garce
- 1948 : Sergil et le Dictateur
- 1949 : Le Droit de l'enfant
- 1949 : La Passagère
- 1950 : La Maison du printemps
- 1951 : Porte d'Orient
- 1951 : Sergil chez les filles
- 1953 : Le Club des 400 coups
- 1953 : Monsieur Scrupule gangster

### Autres réalisateurs
- 1939 : Monsieur Brotonneau d'Alexander Esway
- 1944 : Toulouse libérée de Lluch de Mons et Ismaël Girard
- 1945 : L'Aventure de Cabassou de Gilles Grangier
- 1955 : Les pépées font la loi de Raoul André
- 1959 : Secret professionnel de Raoul André
- 1970 : Ces messieurs de la gâchette de Raoul André

### Note et référence
1. ↑  État-civil sur Enaos.net.

### Autres liens
- Ressource relative à l'audiovisuel :   - IMDb
- Sur Ciné-Ressources :
  - Comme Jeannette Ginestet ;
  - Comme Jeanne Rongier.
- « Jeanne Rongier » (présentation), sur l'Internet Movie Database.